# Wladimir Salmanowitsch Maximow

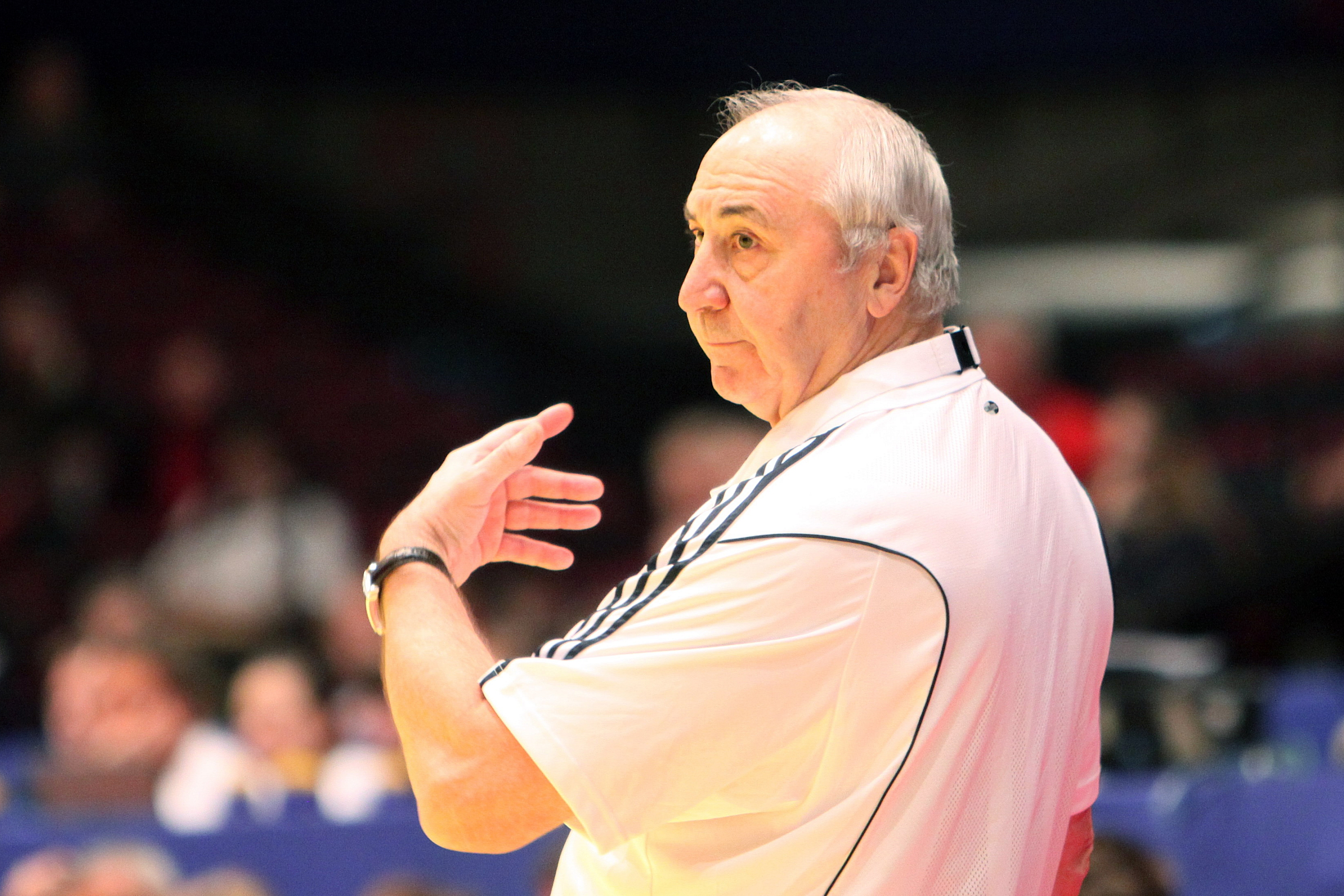
Wladimir Maximow bei der EM 2010 in Österreich

Wladimir Salmanowitsch Maximow (russisch Влади́мир Салманович Макси́мов, wiss. Transliteration Vladimir Salmanovič Maximov; * 14. Oktober 1945 in Kant, Kirgisische SSR, Sowjetunion oder in Potsdam) ist ein russischer Handballtrainer und ehemaliger Handballspieler. Die Spielposition des Rechtshänders war meist im rechten Rückraum.

## Karriere als Spieler
Maximow spielte zunächst bei der Universität Krasnodar (heute SKIF Krasnodar) und dann für MAI Moskau.
Für die sowjetische Nationalmannschaft bestritt Maximow 172 Länderspiele, in denen er 690 Tore warf.
Zu seiner aktiven Zeit als Handballspieler war Maximow Mannschaftskapitän der sowjetischen Nationalmannschaft.
Seine Länderspielkarriere beendete er 1978 mit dem Finalspiel der Weltmeisterschaft, das die Sowjetunion mit 19:20 gegen die Bundesrepublik Deutschland verlor. In diesem Spiel erzielte er zwei Tore.

## Karriere als Trainer
1992 noch als Co-Trainer, doch bald hauptverantwortlich war er bis 2008 mit einer Unterbrechung Cheftrainer der russischen Handballnationalmannschaft der Männer. Nach den Olympischen Spielen 2004 in Athen übergab er das Amt vorübergehend an Anatoli Dratschow. Als die Erfolge der Nationalmannschaft ausblieben, übernahm er zur EM 2006 wieder den Trainerposten, den er nach den Olympischen Spielen 2008 wieder abgab. Da sein Nachfolger Nikolai Tschigarjow keine große Erfolge aufweisen konnte, übernahm Maximow wiederum den Posten des Nationaltrainers. Im Januar 2012 trat er von diesem Amt zurück. Seit 2001 war Maximow auch Trainer von Medwedi Tschechow. Neben dem Traineramt war er Generaldirektor des russischen Handballverbands. Derzeit (Stand 2014) ist er Präsident des Klubs Medwedi Tschechow.

## Erfolge

### Als Spieler
- Studenten-Weltmeister 1968 und 1971
- Torschützenkönig bei der WM 1970 in Frankreich (31 Tore)[9]
- Goldmedaille bei den Olympischen Spielen 1976 in Montreal
- Vizeweltmeister 1978 in Dänemark
- Europapokal der Landesmeister 1973
- Europapokal der Pokalsieger 1977 mit MAI Moskau
- Sowjetischer Meister mit MAI Moskau 1972, 1974 und 1975

### Als Trainer
- Europameister 1996
- Weltmeister 1993 und 1997
- Vizeweltmeister 1999
- Olympiasieg 1992 und 2000
- Bronzemedaille bei den Olympischen Spielen 2004  in Athen
- Europapokal der Pokalsieger 2006
- Junioren-Weltmeister 1985 und 1989[10]

## Erwähnenswertes
1982 wurde Maximow bei einem Jagdunfall südlich von Moskau schwer verletzt.